# Loxostege clathralis
Loxostege clathralis là một loài bướm đêm trong họ Crambidae.